# پاچیانو
پاچیانو (به ایتالیایی: Paciano) یک کومونه در ایتالیا است که در استان پروجا واقع شده‌است. پاچیانو ۱۶٫۸ کیلومتر مربع مساحت و ۹۷۴ نفر جمعیت دارد و ۳۹۱ متر بالاتر از سطح دریا واقع شده‌است.